# Matyca Hałycko-Ruska
Matyca Hałycko-Ruska (Macierz Halicko-Ruska) – galicyjska organizacja kulturalno-oświatowa, założona 16 lipca 1848 we Lwowie przez działaczy ukraińskich, na wzór powstałych wcześniej podobnych organizacji słoweńskich, chorwackich i czeskich.
Głównym celem organizacji było prowadzenie działalności oświatowej (w tym rozwijanie sieci szkół) i wydawniczej. 
Pierwszym przewodniczącym Matycy był Mychajło Kuzemśkyj, a jednym z założycieli Wenedykt Łewyćkyj.
W latach 60. XIX wieku władza w Matycy przeszła w ręce ukraińskich działaczy moskalofilskich – Antonija Petruszewycza, Jakiwa Hołowackiego, Bohdana Didyćkiego, którzy zaprzeczali istnieniu narodu ukraińskiego, zwalczali rozwój języka ukraińskiego, usiłując zamiast niego wprowadzić jazyczije.
Działalność wydawnicza Matycy rozwijała się do połowy lat 80. XIX wieku, do tego czasu wydano ponad 80 książek (poradniki rzemieślnicze i rolnicze, książki pedagogiczne i naukowe, podręczniki szkolne). Później działalność organizacji stopniowo zamierała, aż do lat 30. XX wieku, kiedy ją zlikwidowano.
Organem organizacji był „Naukowyj Sbornyk”, który ukazywał się z przerwami i pod różnymi nazwami w latach 1865–1908.

## Literatura
- Jan Kozik – „Między reakcją a rewolucją. Studia z dziejów ukraińskiego ruchu narodowego w Galicji w latach 1848–1849”, Zeszyty Naukowe Uniwersytetu Jagiellońskiego (Prace historyczne, zeszyt 52), PWN, Kraków-Warszawa 1975